# ホセ・マリア・サンチェス・マルティネス
ホセ・マリア・サンチェス・マルティネス（José María Sánchez Martínez、1983年10月3日）はスペイン・ムルシア州ロルカ出身のサッカー審判員。国内トップリーグのラ・リーガを担当するほか、国際サッカー連盟 (FIFA) に国際審判員として登録されている。また、欧州サッカー連盟 (UEFA) の審判ランクで最上位のエリートカテゴリーに位置付けられている。

## 来歴
2000年から審判としての活動を始める。2010-11シーズンからはセグンダ・ディビシオンBで審判を務め、翌シーズンにはセグンダ・ディビシオン担当に昇格。さらに4年後にはラ・リーガ担当に昇格した。ラ・リーガでの最初の試合は2015年8月29日のレアル・ソシエダ対スポルティング・デ・ヒホン戦。2017年にはスーペルコパ・デ・エスパーニャの2ndレグ・レアル・マドリード対FCバルセロナの試合を担当した。
2017年にFIFAに国際審判員として登録される。ヨーロッパでの国際クラブマッチの初担当は2017年7月13日のUEFAヨーロッパリーグ 2017-18 予選・ASトレンチーン対ブネイ・イェフダ・テルアビブFC戦。2019年5月22日には、自身初の国際Aマッチとしてアルゼンチン対ベネズエラの国際親善試合を担当した。
2019年5月2日、フランスで行われる2019 FIFA女子ワールドカップのビデオ・アシスタント・レフェリーに選ばれた。

## 挿話
- 審判以外には銀行でエコノミストとして活動している[8]。